# 2042
- Wikisource

| Calendário gregoriano                                                        | 2042 MMXLII                         |
| Ab urbe condita                                                              | 2795                                |
| Calendário arménio                                                           | 1492 – 1493                         |
| Calendário bahá'í                                                            | 198 – 199                           |
| Calendário budista                                                           | 2586                                |
| Calendário chinês                                                            | 4738 – 4739 Início a 22 de janeiro  |
| Calendário copta                                                             | 1758 – 1759                         |
| Calendário etíope                                                            | 2034 – 2035                         |
| Calendários hindus - Vikram Samvat - Calendário nacional indiano - Cáli Iuga | 2097 – 2098 1963 – 1964 5142 – 5143 |
| Calendário Holoceno                                                          | 12042                               |
| Calendário islâmico                                                          | 1464 – 1465                         |
| Calendário judaico                                                           | 5802 – 5803                         |
| Calendário persa                                                             | 1420 – 1421 Início a 21 de março    |
| Calendário rúnico                                                            | 2292                                |
| Calendário solar tailandês                                                   | 2585                                |

2042 (MMXLII, na numeração romana) será um ano comum do século XXI que começará numa quarta-feira, segundo o calendário gregoriano. A sua letra dominical será E. A terça-feira de Carnaval ocorrerá a 18 de fevereiro e o domingo de Páscoa a 6 de abril. Segundo o horóscopo chinês, será o ano do Cão, começando a 22 de janeiro.

| Evento                                                   | Data            | Hora  |
| -------------------------------------------------------- | --------------- | ----- |
| Aquário                                                  | 19 de janeiro   | 23:00 |
| Peixes                                                   | 18 de fevereiro | 13:04 |
| primavera no hemisfério norte e outono no hemisfério sul |                 |       |
| Carneiro/equinócio                                       | 20 de março     | 11:53 |
| Touro                                                    | 19 de abril     | 22:40 |
| Gémeos                                                   | 20 de maio      | 21:31 |
| verão no hemisfério norte e inverno no hemisfério Sul    |                 |       |
| Caranguejo/solstício                                     | 21 de junho     | 05:16 |
| Leão                                                     | 22 de julho     | 16:06 |
| Virgem                                                   | 22 de agosto    | 23:18 |
| Outono no Hemisfério Norte e Primavera no Hemisfério Sul |                 |       |
| Balança/equinócio                                        | 22 de setembro  | 21:11 |
| Escorpião                                                | 23 de outubro   | 06:49 |
| Sagitário                                                | 22 de novembro  | 04:37 |
| inverno no hemisfério norte e verão no hemisfério sul    |                 |       |
| Capricórnio/solstício                                    | 21 de dezembro  | 18:04 |

| UTC: Portugal Continental, Madeira, Guiné-Bissau e São Tomé e Príncipe Subtrair (-): 1 h nos Açores e Cabo Verde 2 h nas Ilhas oceânicas brasileiras 3 h em Brasília, em Goiás, na Amazônia Oriental Brasileira e no nordeste, sudeste e sul brasileiros 4 h na Amazônia Ocidental Brasileira, Mato Grosso e Mato Grosso do Sul 5 h no Acre e sudoeste do Amazonas Adicionar (+): 1 h em Angola e Guiné Equatorial 2 h em Moçambique 8 h em Macau 9 h em Timor-Leste. |
| Adicionar uma hora durante a vigência do horário de verão: Portugal Continental : De 30 de março a 26 de outubro de 2042 |

| Ano completo                        |
| ----------------------------------- |
| Ano comum com início à quarta-feira |

## Eventos esperados e previstos
- Ano do Cão, segundo o Horóscopo chinês.

### Datas desconhecidas
- De acordo com o Departamento do Censo dos Estados Unidos, os residentes dos Estados Unidos que se identificam como hispânicos ou latinos, afro-americanos, asiáticos, das ilhas do Pacífico e Povos nativos dos Estados Unidos serão em número coletivamente superior àqueles que se identificam como brancos de origem não hispânica.[1]
- Realização dos Jogos Olímpicos de Inverno de 2042.
- Realização da Copa do Mundo FIFA de 2042.

## Epacta e idade da Lua
| Epacta gregoriana | 8 (VIII) |
| Idade da Lua      | Letra g  |